# 郭永章

郭永章，河南坠子民间大师，1945年生于山东省菏泽，现住山东省菏泽牡丹区牡丹办事处苏道沟村。郭永章自幼双目几近失明，家境贫寒，十分痴迷当地单人说唱艺术河南坠子。经自己多年刻苦练习及拜师学艺，逐渐形成自己的说唱艺术风格。其特点之一是在说唱的同时，自己兼司坠琴伴奏及脚踏式梆子节奏，说、唱、伴奏浑然一体；其二，河南坠子是苏、鲁、豫、皖四省交界地区的一种民间说唱艺术，郭永章大师在传统曲调中融入了许多当地戏曲的成分，如豫剧、越调、两夹弦、四平调、大平调、枣梆等，使坠子的曲调更加丰富。
- 郭永章近七旬仍卖艺为生(组图)